# Naproxén
A naproxén egy nem-szteroid gyulladáscsökkentő hatóanyag (NSAID), melyet fájdalom, láz csillapítására, gyulladásos betegségek kezelésére, valamint görcsoldóként és merevségoldóként használnak oszteoartritisz, reumatoid artritisz, pszoriázisos artritisz, tendinitis, bursitis (nyáktömlőgyulladás) esetén.

## Mellékhatások
A többi NSAID-hoz hasonlóan a naproxén is okozhat zavarokat a gyomor-bél rendszerben. Ezt a mellékhatást általában protonpumpa-gátló (pl. ezomeprazol) együttadásával küszöbölik ki.

## Készítmények
- Analgesin (KRKA)
- Aleve (Bayer)
- Apranax (Valeant Pharma)
- Napmel (PannonPharma)
- Naprosyn (Valeant Pharma)
- Naproxen natrium-B (TEVA)

## Külső hivatkozások
- MedlinePlus Information on naproxen
- FDA Statement on Naproxen, kiadva 2004. december 20.
- Alzheimer's Disease Anti-Inflammatory Prevention Trial